# 伊藤力司
伊藤 力司（いとう りきじ、1934年 - ）は、日本のジャーナリスト。

## 略歴
長野県茅野市出身。長野県諏訪清陵高等学校を経て、東京外国語大学フランス語科卒業。1958年共同通信社入社。外信部、サイゴン支局長、パリ支局長、ハノイ支局長、国際局次長、編集委員次長、論説副委員長などを務めた。

## 翻訳
- 『イレーヌ・ジョリオ・キュリー』 ノエル・ロリオ著 伊藤道子共訳 1994年
- 『タリバン』 アハメド・ラシッド著 坂井定雄共訳 2000年
- 『アルカイダ』 ジェイソン・バーク著 坂井定雄共訳 講談社 2004年
- 『アフガン諜報戦争』 スティーブ・コール著 木村一浩、坂井定雄共訳 白水社 2011年（ライオネル・ゲルバー賞）[1]